# نفق الموحدين
نفق الموحدين (بالإنجليزية: Almohad Tunnel)‏ هو أطول نفق تحت أرضي في المغرب و افريقيا وتحديدا في الدار البيضاء، يبلغ طوله 2270 مترا بما فيه 1817 متر تحت الأرض. كلفت ميزانيته الإجمالية 860 مليون درهم، ويقع على مفترق جميع ملتقيات شارع الموحدين وشوارع محمد بن عبد الله، و محج زايد أوحمد، وينتهي بشارع القوات المسلحة الملكية إلى ملتقى الطرق زلاقة.

## وصلات خارجية
- هناك مقاطع لنفق الموحدين على موقع يوتيوب